# Saint-Gervais-les-Trois-Clochers
 Saint-Gervais-les-Trois-Clochers  es una población y comuna francesa, situada en la región de Poitou-Charentes, departamento de Vienne, en el distrito de Châtellerault. Es el chef-lieu del cantón de Saint-Gervais-les-Trois-Clochers.

## Demografía
| 1443 | 1395 | 1290 | 1286 | 1187 | 1169 |
| Para los censos de 1962 a 1999 la población legal corresponde a la población sin duplicidades (Fuente: INSEE [Consultar]) |      |      |      |      |      |